# Ring junger Bünde Baden-Württemberg
Der Ring junger Bünde Baden-Württemberg e.V. (RjB BaWü) ist ein Zusammenschluss selbständiger und unabhängiger Jugendbünde in Baden-Württemberg. Durch gemeinsame Aktivitäten fördert der Verband die Verbindung zwischen den einzelnen Mitgliedsorganisationen und ermöglicht einen Erfahrungsaustausch untereinander, der sich positiv auf die Jugendarbeit auswirken soll. Vereinssitz ist Waldbronn.

## Geschichte
Der Verband wurde am 19. April 1970 von sieben Jugendverbänden als gemeinsame Dachorganisation gegründet und verfolgte damit ähnliche Ziele wie der 1966 gegründete und bundesweit agierende Ring junger Bünde, beschränkte seine Aktivitäten aber auf das Land Baden-Württemberg. Beide Zusammenschlüsse handeln voneinander unabhängig; der RjB BaWü ist keine Untergliederung des bundesweiten Ringes junger Bünde, war dort aber zeitweise durch Delegierte vertreten.
Mit seiner Größe von 12 Mitgliedsverbänden bietet er ein vielseitiges Bild, das von Pfadfindern, Wandervögeln, Jungenschaften und Lebensreformern geprägt wird. Der gemeinsame Nenner der Mitglieder liegt in ihrer Verwurzelung in der Tradition der deutschen Jugendbewegung.

## Aufgaben

### Jugendarbeit
Die Mitgliedsverbände des RjB BaWü sind von Erwachsenenorganisationen unabhängige Jugendverbände. Trotz der unterschiedlichen Namen und Zielvorstellungen der einzelnen Organisationen liegt der Schwerpunkt der Arbeit in der Bildung von geschlossenen Jugendgruppen. In diesen soll den Kindern und Jugendlichen unter anderem das Leben in einer Gruppengemeinschaft gezeigt, ein Verantwortungsbewusstsein gegenüber Mensch und Umwelt geprägt und ein soziales Engagement gefördert werden. Diese Ziele werden vor allem durch das intensive Zusammenleben innerhalb der Gruppen vermittelt, in denen Jugendliche und junge Erwachsene als Gruppenleiter Verantwortung übernehmen.

### Fahrten und Lager
Ein wesentliches Element des Gruppenlebens besteht in der Planung und Durchführung von Fahrten und Lagern, die mehrere Tage oder Wochen dauern. Sie wollen das Alltagsleben mit seiner Bequemlichkeit und seinen Vorzügen der Zivilisation bewusst hinter sich lassen, um mit wenig Gepäck das einfache Leben in der Natur zu erleben und zu erfahren. 

### Aktivitäten
Eine wichtige Aufgabe des Verbandes ist die Organisation und Gestaltung von gemeinsamen Aktivitäten seiner Mitgliedsorganisationen. Das zentrale Ereignis im Verlauf des Jahres ist das Großfahrtenabschlusstreffen, das in jedem Jahr an einem Wochenende nach den Sommerferien veranstaltet wird. Daneben bietet der Verband Seminare, Kaminabende und Einzelveranstaltungen an.

### Jugendpolitik
Der Verband vertritt die jugendpolitischen Interessen der einzelnen Mitgliedsbünde in verschiedenen Organisationen wie dem Landesjugendring Baden-Württemberg, der Landesakademie für Jugendbildung und der Jugendburg Rotenberg, in die er jeweils Delegierte entsendet. Darüber hinaus koordiniert der RjB BaWü die Verteilung der Zuschüsse beispielsweise aus dem Landesjugendplan.

### Ehrenamt
Der Verband wird vom Engagement seiner Mitgliedsbünde getragen. Sämtliche Aufgaben werden wie auch in den Mitgliedsbünden selbst ausschließlich in Form ehrenamtlicher Arbeit verrichtet.

### Bildung
Der Verband ist auch ein Bildungsorgan für Jugendgruppenleiter. Auf Gruppenleiterlehrgängen und verschiedenen Seminaren werden Jugendliche darauf vorbereitet, Gruppen zu leiten und Verantwortung zu übernehmen. Hierbei referieren junge Erwachsene, die bereits Erfahrung in der Jugendarbeit gesammelt haben.

## Bildungszentrum
Die zentrale Bildungsstätte ist der bei Mosbach im Odenwald gelegene so genannte Handwerkerhof. Er wurde 1982 als baufälliges bäuerliches Anwesen erworben und in ehrenamtlicher Arbeit renoviert und stetig ausgebaut. Inzwischen sind eine Schmiede, eine Schreinerei, eine Töpferei und eine Druckerei eingerichtet. Außer zum Werken kann der Hof von den Gruppen für Lehrgänge und Seminare genutzt werden. Auch eine Zeltwiese steht zur Verfügung.

## Mitglieder
(Stand Oktober 2022)
- Bund Lorién
- Deutsche Freischar – Ring Stuttgart (Gastmitglied)
- deutsche reform-jugend e.V. Land Süd[1]
- Deutsche Waldjugend Baden-Württemberg
- Evangelische Jungenschaft Horte
- Karlsruher Wandervogel (ruhendes Mitglied)
- Neue Trucht – Wandervogel (Mitgliedsgruppe der Freien Fahrtengemeinschaft Artaban)
- Pfadfinderbund Antares
- Pfadfinderbund Mannheim
- Pfadfinderbund Nordbaden
- Pfadfinderschaft Grauer Reiter
- Pfadfinderschaft Süddeutschland